# Блудния син в таверната
Блудния син в таверната или (Автопортрет със Саския) е автопортрет на Рембранд с жена му Саския, на който те влизат в ролята на героите в библейската притча за блудния син. Намира се в галерията на старите майстори в Цвингера в Дрезден. Това е единствената картина на Рембранд, на която той е със съпругата си.

## Описание
На картината Рембранд е в ролята на блудния син, който пропилява парите си с блудници и който е облечен елегантно с шпага и шапка с перо, повдигащ високо чашата с вино. На коленете му седи Саския, любимата му жена също така облечена в скъпи дрехи. На масата се вижда блюдо с паун, който е символ на гордостта.

## История
През 1749 година картината е закупена за курфюрста на Саксония Август III(Фридрих Август II). През Втората световна война картината заедно с други картини от галерията е изнесена от галерията в Дрезден и по този начин избягнала разрушителната бомбардировка на Дрезден през февруари 1945 година. След края на войната е изнесена в Москва заедно с другите картини от галерията и през 1955 година върната в Германската демократическа република по решение на съветското правителство.